# Walter Veigel

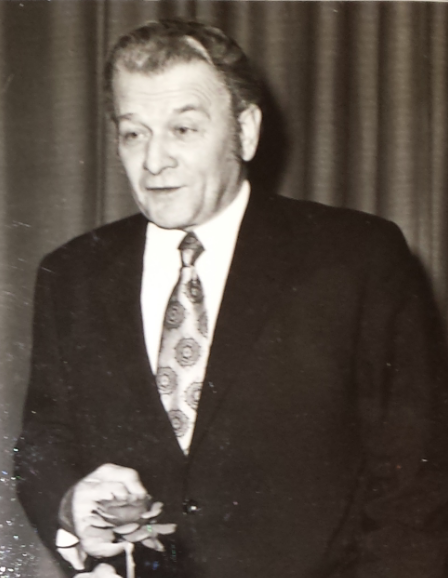
Walter Veigel (1973)

Walter Veigel (* 1. November 1908 in Großgartach; † November 1986) war ein deutscher kommunistischer Widerstandskämpfer gegen den Nationalsozialismus, Häftling im KZ Buchenwald, Mitglied der Internationalen Militärischen Organisation (IMO) des Häftlingswiderstandes und Mitarbeiter in den DDR-Ministerien für Außenhandel und Auswärtige Angelegenheiten.

## Leben
Veigel, dessen Vater Former war, absolvierte nach seiner Schulzeit eine Berufsausbildung zum Kaufmann. Ab 1925 war er Gelegenheitsarbeiter und lebte ab 1928 in Duisburg, wo er als Montagearbeiter beschäftigt war. Er trat 1931 in die Kommunistische Partei Deutschlands (KPD) ein. Während der Zeit der Weimarer Republik engagierte er sich gegen den aufkommenden Nationalsozialismus. Nach der Machtübertragung an die NSDAP wurde er 1933 in „Schutzhaft“ genommen und seither in verschiedenen Gefängnissen inhaftiert. 1938 wurde er in das KZ Buchenwald deportiert, erhielt die Häftlingsnummer 1753 und wurde dem Häftlingskrankenbau zugeteilt. Er beschaffte in jahrelanger Kleinarbeit Verbandsmaterial aus den Beständen der SS und versteckte es in der Dunkelkammer des Röntgenlabors. Bei einem Einsatz im Außenkommando Duisburg wurde er Lagerältester. Im Hauptlager war er einer der 23 Fünfergruppenleiter der Militärorganisation der KPD.
Als die NS-Herrschaft beseitigt war, beteiligte er sich an der erinnerungspolitischen Arbeit der befreiten Häftlinge und gehörte zum Arbeitskreis „Militärgeschichte“ beim Komitee der Antifaschistischen Widerstandskämpfer der DDR Beruflich wirkte er in verschiedenen Ministerien der DDR.

## Auszeichnungen
- Vaterländischer Verdienstorden in Silber (1968), in Gold (1974)
- Ehrenspange zum Vaterländischen Verdienstorden in Gold (1978)

## Veröffentlichungen
- Walter Krämer hat mich angelernt. Aus einem Bericht von Walter Veigel, Häftlingsapotheker im faschistischen KZ Buchenwald, BA 31-357, Bericht Walter Veigel, 6. April 1970.[5]

## Weblink
- Bild von Walter Veigel auf www.buchenwald.de